# Narodowe Zjednoczenie Wojskowe
Narodowe Zjednoczenie Wojskowe (NZW) – polska konspiracyjna organizacja wojskowo-polityczna o charakterze narodowym, we wczesnym okresie działająca pod nazwą Narodowego Związku Zbrojnego; istniała w latach 1944/1945–1956.

## Zarys historyczny
Po upadku powstania warszawskiego Armia Krajowa przeżywała poważny kryzys i nie była w stanie skutecznie przeciwstawić się przejmującym władzę komunistom. W związku z tym, inicjatywę w kraju postanowili przejąć narodowcy. Chodziło o odbudowanie konspiracyjnych struktur po załamaniu się działalności największej dotychczas organizacji i utworzenie nowej, która byłaby lepiej przystosowana do warunków po zajęciu ziem polskich przez Armię Czerwoną i powstaniu tzw. władzy ludowej. W listopadzie 1944 roku w Grodzisku Mazowieckim pod Warszawą doszło do spotkania przedstawicieli Stronnictwa Narodowego, na którym zostało formalnie utworzone Narodowe Zjednoczenie Wojskowe. Początkowo funkcjonowało ono także pod nazwą Narodowy Związek Zbrojny, która jednak nie przyjęła się na stałe. Inicjatorami jego utworzenia byli; ppor. Witold Borowski ps. „Witek”, „Witold”, „Wiktor Brzeziński” - szef Służby Oświatowo-Wychowawczej KG NSZ w pionie politycznym SN, August Michałowski ps. „Roman” – kierownik Wydziału Wojskowego Zarządu Głównego SN, ppłk Albin Walenty Rak ps. „Lesiński” – komendant główny NSZ-AK, mjr Tadeusz Danilewicz ps. „Kuba”, „Kossak” – szef sztabu KG NSZ (niescalonego z AK) oraz Zbigniew Stypułkowski ps. „Czemp” – b. sekretarz generalny Tymczasowej Narodowej Rady Politycznej, politycznego organu zwierzchniego nad NSZ. W skład NZW weszły struktury Narodowej Organizacji Wojskowej i Narodowych Sił Zbrojnych czy niektóre lokalne struktury AK, szczególnie w Białostockiem i na Mazowszu, które nie podjęły działalności w organizacjach powstałych na bazie rozwiązanej AK (tj. NIE, Delegatury Sił Zbrojnych na Kraj, Zrzeszenia Wolność i Niezawisłość, Ruchu Oporu Armii Krajowej czy Konspiracyjnego Wojska Polskiego). Oddziały partyzanckie NOW-AK i NSZ-AK w większości nie ujawniały się wobec wkraczających Sowietów, dlatego były, w porównaniu z tymi, którzy upublicznili swoją działalność w ramach tzw. Akcji „Burza”, w mniejszym stopniu rozpracowywane przez NKWD, a także przez rodzime siły komunistyczne (głównie PPR i AL). Siedzibą Komendy Głównej NZW była Łódź. Organizacja uznawała Rząd RP na uchodźstwie, a w kraju podlegała politycznie Wydziałowi Wojskowemu ZG SN.
Do lutego 1945 roku trwał etap tworzenia struktur organizacyjnych NZW, w ciągu marca uformował się sztab i Komenda Główna, a do czerwca kształtowała się struktura terenowa i trwały próby akcji scaleniowej z innymi organizacjami podziemnymi. W połowie 1945 roku NZW liczyło ok. 30 tys. członków, w tym ok. 7 tys. w oddziałach partyzanckich. Na początku 1946 roku KG NZW podporządkowały się resztki NSZ-ONR z przywódcami: ppłk. NSZ Stanisławem Kasznicą i mjr. NSZ Lechem Neymanem, zaś jesienią tego roku do NZW przyłączył się, rozbity przez UB, Okręg VII NSZ z kpt. Henrykiem Flame na czele. W marcu 1946 roku polityczni przedstawiciele NZW weszli w skład Komitetu Porozumiewawczego Organizacji Demokratycznych Polski Podziemnej, który był przedstawicielstwem antykomunistycznych organizacji niepodległościowych i działał do stycznia 1947 roku. W marcu i kwietniu 1946 r. w wyniku rozległych aresztowań UB rozbiło prawie całą KG NZW i niektóre komendy Okręgów. Nie były one już później odtwarzane w takiej skali, jak na początku działalności. W 1947 roku, wobec coraz większego terroru ze strony komunistów i spadku nadziei na wybuch III wojny światowej, część członków NZW ujawniła się po uchwaleniu przez Sejm amnestii 22 lutego 1947 roku. Reszta struktur terenowych pozostawała w konspiracji do pocz. lat 50. Najdłużej działała Komenda Powiatowa NZW Bielsk Podlaski, która ujawniła się w Warszawie dopiero jesienią 1956 roku.

## Program i cele NZW
Głównymi celami polityczno-wojskowymi NZW były: prowadzenie walki zbrojnej o wyzwolenie Polski spod komunistycznej władzy, odbudowa suwerennego państwa polskiego z przedwojenną granicą wschodnią i granicą zachodnią na linii rzek Odry i Nysy Łużyckiej, nadanie przyszłemu państwu charakteru narodowo-katolickiego.
Program ten w zwięzły sposób został sformułowany w rozkazie komendanta głównego NZW mjr. T. Danilewicza z 1 września 1945 r., który mówił:

1. Walczymy o pełne wyzwolenie Polski spod okupacji i wpływów sowieckich zarówno bezpośrednich, jak i za pośrednictwem swoich agentów [Grupa Bieruta].
2. Prowadzimy walkę o całość ziem wschodnich w granicach z 1939 r.
3. Z walki o Wielką Polskę nie rezygnujemy pod wpływem terroru Rosji Sowieckiej i jej agentur.

Narodowe Zjednoczenie Wojskowe realizowało koncepcję państwa narodu polskiego. Pod pojęciem narodu rozumiano wspólnotę o charakterze historyczno-kulturowo-językowym, odcinając się przy tym zarówno od koncepcji liberalnych, definiujących naród jako wspólnotę polityczną obejmującą ogół obywateli, jak i rasistowskich, rozumiejących pod tym pojęciem wspólnotę opartą na więzach krwi. Uwzględniano możliwość asymilacji, a wręcz postulowano asymilację mniejszości narodowych i etnicznych zamieszkujących Polskę. Projekt ustrojowy NZW zakładał, że Polska po pokonaniu komunistów będzie demokratycznym państwem korporacyjnym z silną władzą wykonawczą.
Komendant Okręgu NZW Białystok mjr Florian Lewicki w rozkazie z 15 września 1945 roku odwoływał się do idei „Wielkiej, Wolnej, Sprawiedliwej, Katolickiej Polski Narodowej” oraz zapowiadał „Polskę dla Polaków”.

## Działania zbrojne
Narodowe Zjednoczenie Wojskowe było drugą pod względem liczebności – po Zrzeszeniu Wolność i Niezawisłość – powojenną organizacją niepodległościową działającą w warunkach tzw. drugiej konspiracji. W latach 1945–1947 oddziały partyzanckie NZW prowadziły liczne akcje zbrojne przeciwko komunistycznym siłom bezpieczeństwa (KBW, UB, MO, ORMO), i NKWD, natomiast w mniejszym stopniu przeciwko regularnym oddziałom LWP oraz białoruskiej ludności cywilnej.
Oddziały partyzanckie NZW od lipca 1945 roku wchodziły w skład pionu Pogotowia Akcji Specjalnej (PAS). W początkowym okresie liczyły one nawet po 200-300 partyzantów. Najmniejszymi jednostkami były kompanie i plutony (patrole). Najwięcej oddziałów działało na obszarze północnego Mazowsza, w Białostockiem, Lubelskiem, Rzeszowskiem i na Podlasiu. Do podstawowych zadań oddziałów PAS należało prowadzenie samoobrony i wykonywanie wyroków śmierci głównie na członkach PPR i funkcjonariuszach UB i ich współpracownikach.
Oddziały NZW rozbijały komunistyczne więzienia, zdobywały broń i fundusze, chroniły majątek narodowy przed sowiecką grabieżą, przeprowadzały akcje ekspropriacyjne. Do jednego z największych ich sukcesów zbrojnych można zaliczyć bitwę, która odbyła się 6 maja 1945 r. pod wsią Kuryłówka między zgrupowaniem oddziałów NZW Okręgu Rzeszowskiego pod dowództwem mjr. Franciszka Przysiężniaka ps. „Ojciec Jan” a grupą NKWD. Poległo wówczas kilkudziesięciu żołnierzy sowieckich.
Jedną z ważnych działalności NZW było opanowywanie miejscowości oraz organizowanie wieców, na których wzywano ludność do stawiania oporu władzy ludowej i do utrudniania procesu sowietyzacji Polski. Na przykład, w dniu 29 września 1948 roku oddział NZW pod dowództwem porucznika Stanisława  Franciszka  Grabowskiego ps. "Wiarus" opanował Jedwabne. Podczas tej akcji żołnierze NZW zerwali łączność telefoniczną, jak również, przy użyciu erkaemów, zablokowali posterunek Milicji Obywatelskiej.  Porucznik Grabowski zorganizował na rynku w Jedwabnem wiec, na którym wezwał ludność do konsekwentnego stawiania oporu władzom komunistycznym.
Pomimo dużych strat w ludziach na skutek walk i aresztowań, do końca lat 40. udawało się odtwarzać stany osobowe oddziałów partyzanckich NZW, gdyż z powodu terroru komunistycznego wielu ochotników i ludzi „spalonych” napływało do nich. Władze komunistyczne stosowały przeciwko konspiracji narodowej najbardziej perfidne metody. Jedną z nich była działalność tzw. band pozorowanych, składających się z funkcjonariuszy UB, KBW, rzadziej żołnierzy LWP, którzy udawali prawdziwe oddziały partyzanckie (byli poprzebierani i wyposażeni jak „leśni”) i w ten sposób prowadzili rozpoznawanie struktur konspiracyjnych. Ich działalność miała obciążać konto podziemia niepodległościowego i przedstawiać je w jak najgorszym świetle w oczach społeczeństwa.
Niektóre oddziały wchodzące w skład NZW popełniały podczas swojej działalności również zbrodnie na ludności cywilnej. IPN ustalił, że oddział Romualda Rajsa zamordował 79 mieszkańców powiatu Bielsk Podlaski. Działania Narodowego Zjednoczenia Wojskowego skierowane były przeciwko ludności białoruskiej. Spowodowały one ucieczkę kilkudziesięciu tysięcy Białorusinów z ich domostw. Niejako więc automatycznie większość Białorusinów stanęła po stronie władzy komunistycznej. Komendant powiatu NZW Bielsk Podlaski Zachariasz Tarnowski ps. „Kochanowski”, po przeprowadzeniu na przełomie stycznia i lutego 1946 roku niszczycielskiego rajdu oddziału NZW pod dowództwem Romualda Rajsa ps. Bury na terenie powiatu bielskiego pisał „ Operacje kol. Burego spowodowały na tutejszym terenie akcje wojska i aresztowania wśród ludności polskiej. Ludność ruska w panice i strachu wyjeżdża do Bielska. Stanowisko ludności polskiej w tej sprawie jest dodatnie ponieważ ludność polska doskonale się orientuje, że każdy Rusin to wróg sprawy polskiej.”.
Pomimo obław i pacyfikacji z udziałem grup operacyjnych UB i NKWD oraz regularnych jednostek wojskowych LWP, do pocz. lat 50. utrzymywały się w terenie  mniejsze oddziały NZW, składające się z kilkunastu lub najczęściej kilku partyzantów, szczególnie na Białostocczyźnie i Mazowszu. Na tych terenach też najdłużej utrzymywały się komendy powiatowe NZW: Maków Mazowiecki – do sierpnia 1950 r., Ciechanów – do kwietnia 1951 roku, Kolno – do kwietnia 1952 roku, Bielsk Podlaski – do jesieni 1956 r. W późniejszych latach w terenie utrzymywali się jedynie pojedynczy partyzanci NZW, jak Michał Krupa ps. „Wierzba” (przetrwał w konspiracji do lutego 1959 roku) czy Andrzej Kiszka ps. „Dąb” (ukrywał się w leśnym bunkrze koło Huty Krzeszowskiej aż do 31 grudnia 1961 r.).

### Akcje przeciwko ludności cywilnej Romualda Rajsa i Józefa Zadzierskiego
Na przełomie stycznia i lutego 1946 roku Romuald Rajs (pseudonim „Bury”) dokonał serii ataków na wsie zamieszkiwane w przeważającej części przez ludność prawosławną. Rajs i podlegli mu partyzanci odpowiedzialni są za mord w Puchałach Starych, zbrodnię w Zaleszanach oraz atak na wsie Zanie i Szpaki. Według Oddziałowej Komisji Ścigania Zbrodni przeciwko Narodowi Polskiemu w Białymstoku, IPN zbrodnie te noszą znamiona ludobójstwa. Natomiast Józef Zadzierski ponosi odpowiedzialność za zbrodnię w Piskorowicach. W lutym 2019 roku, Instytut Pamięci Narodowej wydał komunikat przygotowany przez Michała Ostapiuka i Kazimierza Krajewskiego, w którym podważono wcześniejsze ustalenia w sprawie czynów kpt. Romualda Rajsa „Burego”. Andrzej Pozorski, szef pionu śledczego IPN oświadczył, że komunikat nie był z nim konsultowany. Po fali krytyki, która przetoczyła się w mediach, jak również napięciach dyplomatycznych na linii Polska–Białoruś, IPN 21 marca 2019 roku wydał kolejne stanowisko, w którym przyznał, że stwierdzenia zawarte w komunikacie przedstawiają jedynie wyniki prac badawczych autorów zatrudnionych w IPN, które nie mają żadnej mocy prawnej i nie wpływają na wynik śledztwa S 28/02/Zi, zamkniętego w 2005 roku.

## Pion wywiadu, propagandy i sądownictwa
Bardzo istotną rolę odgrywał pion propagandy NZW. Do jego głównych zadań należało wydawanie konspiracyjnej prasy, ulotek, materiałów propagandowych oraz dostarczanie danych o sytuacji w kraju i na świecie z nasłuchów radiowych i informacji napływających z poszczególnych ogniw organizacji, a także przedstawianie społeczeństwu informacji niedostępnych w oficjalnej propagandzie komunistycznej bądź też podawanych w sposób tendencyjny. Istniała prasa na szczeblu centralnym, wśród której główną rolę odgrywał tygodnik, a potem dwutygodnik „Walka”, oficjalny organ prasowy SN podczas okupacji niemieckiej. Prawie wszystkie Okręgi NZW oraz część powiatów wydawały swoje pisma. W początkowym okresie robiły to nawet niektóre oddziały leśne. 
.

## Wydawane pisma
- „Walka” – główny organ prasowy NZW, wydawany do 1947 r., pismo o takiej samej nazwie wychodziło także w Okręgu Białostockim
- „Teka”
- „Oko”
- „Wszechpolak”
- „Głos Jedności Polskiej” – wydawany w Okręgu Rzeszowskim
- „Bałtyckie Echo” – wydawany w Okręgu Mazowieckim
- „Echa leśne” – wydawany w Okręgu Mazowieckim
- „Sygnały”.

## Struktura organizacyjna
- Komenda Główna NZW
  - Komendant główny NZW: ppłk A. W. Rak ps. „Lesiński” (od listopada 1944 r. do stycznia 1945 r.), ppłk Władysław Owoc ps. „Paweł” (od stycznia do marca 1945 r.), ppłk T. Danilewicz ps. „Kuba”, „Kossak”, „Doman” (od marca do listopada 1945 r.), kpt. Włodzimierz Marszewski ps. „Gorczyca” (od listopada 1945 r. do lutego 1946 r.), płk Bronisław Banasik ps. „Stefan”, „Zrąb” (od lutego 1946 r. do stycznia 1948 r.);
  - Szef sztabu KG NZW: ppłk T. Danilewicz (do czerwca 1945 r.), kpt. Jerzy Pilaciński ps. „Lech” (od listopada 1945 r. do listopada 1946 r.), mjr Józef Drelichowski ps. „Hen” (od listopada 1946 r. do stycznia 1948 r.).
  - Oddział I Organizacyjny: por. Lechosław Roszkowski ps. „Tomasz” (jako p.o. do kwietnia 1945 r.), por. Kazimierz Mirecki ps. „Kazimierz”, „Żmuda” (od kwietnia do sierpnia 1945 r.), por. L. Roszkowski (od sierpnia 1945 r. do kwietnia 1946 r.
  - Oddział II Wywiadowczy: kpt. W. Marszewski ps. „Gorczyca”, kpt. Tadeusz Zawadziński ps. „Wojciech” (od lipca 1945 r. do kwietnia 1946 r.), w międzyczasie mjr NN ps. „Józef” (kilka miesięcy w 1945 r.).
  - Oddział III Propagandy: por. Witold Borowski ps. „Witold” (do kwietnia 1945 r.), kpt. J. Pilaciński (od kwietnia do listopada 1945 r.), por. Jan Golka ps. „Klemens” (od listopada 1945 r. do kwietnia 1946 r.).
  - Oddział IV PAS: mjr Włodzimierz Kozakiewicz ps. „Barry” (do kwietnia 1945 r.), kpt. Jan Morawiec ps. „Henryk”, „Remisz”, „Rębacz”, „Tajfun” (od kwietnia 1945 r. do marca 1946 r.).
  - Wydział Łączności: ppor. Ruta Czaplińska ps. „Ewa” (do kwietnia 1946 r.).
  - Biuro Informacji KG NZW (działało od listopada 1945 r.): kpt. J. Pilaciński.
  - Biuro Dokumentów: por. Mieczysław Gawdzik ps. „Michał Bończa”, Stefan Morawiec ps. „Czarny” (do marca 1946 r.).
  - Biuro Finansowe: Ludwik Staniszewski ps. „Ludwik”.
  - Narodowe Zjednoczenie Wojskowe Kobiet (NZWK): komendantka Maria Mirecka ps. „Marta”, „Mucha” (do listopada 1945 r.), zastępczyni ppor. Maria Grotowska ps. „Amazonka”.

Podział terenowy NZW został ustalony w „Rozkazie Specjalnym Nr 1” komendanta głównego NZW ppłk. T. Danilewicza z 26 czerwca 1945 r. Cały kraj podzielono na Obszary i Okręgi, te zaś, w zależności od potrzeb i siły organizacji, dzieliły się na Powiaty. Część Okręgów używała nazwy NZW, ale część występowała do końca konspiracji pod nazwą NOW (np. Okręg Rzeszów, niektóre struktury Okręgu Śląskiego) bądź NSZ (Okręgi: Lublin, Podlasie, Radom). Przewidywano utworzenie 5 Obszarów, zorganizowano jednak tylko 3: I Warszawski, II Lubelski i V Pomorski. Każdy Obszar miał składać się z trzech Okręgów; Lubelski wyjątkowo z dwóch, ale po pewnym czasie wydzielono w nim także trzeci, tj. Okręg Podlasie. Podział organizacyjny w terenie był następujący:
- Okręg Warszawa – miasto (podlegał bezpośrednio KG NZW): ppor. Stefan Nowaczek ps. „Wilk” (do grudnia 1945 r.),
- Obszar I Warszawski: mjr Mieczysław Grygorcewicz ps. „Ostromir”, „Miecz” (od czerwca do października 1945 r.), mjr Marian Kamiński ps. Rawicz” (od października 1945 r. do marca 1946 r.),
- Okręg XVI Mazowsze – obejmował powiaty: Ostrołęka, Przasnysz, Ciechanów, Pułtusk, Maków Mazowiecki i Kolno: kpt. Zbigniew Kulesza ps. „Młot”, „Grawicz”, „Oleśnicki” (od czerwca 1945 r. do kwietnia 1947 r.), ppor. Józef Kozłowski ps. „Las”, „Vis” – zmiana kryptonimu XVI Okręgu NZW na „Orzeł” (od kwietnia 1947 r. do czerwca 1948 r.), pchor. Witold Borucki ps.„Dąb”, „Babinicz” (Komendant Powiatu „Tęcza”) do sierpnia 1949 r., st.sierż. Mieczysław Dziemieszkiewicz ps. „Rój” (Komendant Powiatu „Wisła”) do kwietnia 1951 r., chor. Hieronim Rogiński ps. „Róg” (Komendant Powiatu „Łuków”) do maja 1952 r.,
- Okręg III Białystok: mjr M. Grygorcewicz (od czerwca do września 1945 r.), mjr Jan Szklarek ps. „Roja”, „Kotwicz” (od września 1945 r. do marca 1946 r.), płk Władysław Żwański ps. „Błękit” (od marca 1946 r. do lipca 1948 r.), por. Kazimierz Żebrowski ps. „Bąk” (od lipca 1948 r. do grudnia 1949 r., bez nominacji Komendy Głównej z powodu braku kontaktu, podporządkował sobie okręgi powiatowe Łomża, Ostrów Mazowiecka i Wysokie Mazowieckie),
- Okręg XXIII Mazowsze Zachodnie (powstał w 1946 r.): por. Stefan Bronarski ps. „Roman” (od 1946 r. do 26 września 1948 r.),
- Obszar II Lubelski: ppłk Tadeusz Zieliński ps. „Wujek”, „Dyzma”, „Zielonka” (do marca 1946 r.),
- Okręg IV Lublin: ppłk T. Zieliński (do marca 1946 r.), kpt. Anioł Kazimierz Kozłowski ps. „Powron”, „Wron”, „Pohroń” (od marca  do sierpnia 1946 r.), mjr Karol Sęk ps. Rolka”, „Jakub” (do 1950 r.),
- Okręg V Rzeszów: por. Kazimierz Mirecki ps. „Kazimierz”, „Dominik”, „Tadeusz”, „Żmuda” (do maja 1945 r.), prof. Józef Sałabun ps. „Grom” (od maja do października 1945 r.), kpt. Piotr Woźniak ps. „Wir” (od października 1945 r. do kwietnia 1947 r.),
- Okręg Podlasie: Wincenty Pic ps. „Łaska” (do kwietnia 1946 r.), mjr Karol Sęk ps. „Rolka” (od kwietnia 1946 r. do grudnia 1950 r.),
- Obszar III – nie został zorganizowany,
- Okręg VI Kielce: mjr Stefan Figurski ps. „Zenon” (do października 1945 r.), kpt. NN ps. „Romuald” (od października 1945 r. do, prawdopodobnie, jesieni 1946 r.),
- Okręg VII Kraków: por. Jerzy Hass ps. „Robert” (do kwietnia 1946 r.),
- Okręg VIII Śląsk: tylko Komenda PAS por. Mikołaj Kuroczkin ps. „Pollus” (do marca 1946 r.),
- Obszar IV – nie został zorganizowany,
- Okręg IX Łódź: tylko Komenda PAS z por. Antonim Kularskim ps. „Magister” (do marca 1946 r.),
- Okręg X Poznań: mjr Leon Klencer (Klesner?) ps. „Jan”,
- Okręg XI Opole: kpt. dr Stanisław Józefowicz ps. „Wit”, „Radwan”,
- Obszar V Pomorski: mjr F. Przysiężniak ps. „Marek” (do grudnia 1945 r.),
- Okręg XII Gdańsk-Morski (krypt. „Semper Fidelis Victoria”): mjr Stanisław Pietrasiewicz ps. „Orlicz”, „Orski” (od sierpnia 1945 r. do maja 1946 r.),
- Okręg XIII Pomorze: mjr F. Przysiężniak (do grudnia 1945 r.), mjr Stefan Jakubowski ps. „Topór” (od grudnia 1945 r. do czerwca 1946 r.),
- Okręg XIV Szczecin: tylko Komenda PAS z NN ps. „Henryk” (do 1946 r.).